# Discografia de Silva (cantor)
A discografia de Silva compreende sete álbuns de estúdio, dois extended plays (EPs) e cinco álbuns ao vivo. Em 2012, lança seu primeiro álbum, Claridão, pela SLAP. Em 2014, lançou seu segundo álbum de estúdio, intitulado Vista Pro Mar, que teve como convidada a cantora Fernanda Takai na faixa "Okinawa". Em 2015, Silva lançou a canção "Noite", com participação de Lulu Santos e Don L. Em 6 de novembro de 2015, o cantor lança o primeiro single oficial de seu terceiro álbum de estúdio, Júpiter, que foi lançado no dia 20 de novembro de 2015.

## Álbuns

### Álbuns de estúdio
| Álbum              | Detalhes                                                                                            | Certificações |
| ------------------ | --------------------------------------------------------------------------------------------------- | ------------- |
| Claridão           | - Lançamento: 9 de outubro de 2012 - Formatos: LP, CD, download digital - Gravadora: SLAP           |               |
| Vista pro Mar      | - Lançamento: 17 de março de 2014 - Formatos: LP, CD, download digital - Gravadora: SLAP, Polysom   |               |
| Júpiter            | - Lançamento: 20 de novembro de 2015 - Formato: LP, CD, download digital - Gravadora: SLAP, Polysom |               |
| Silva Canta Marisa | - Lançamento: 18 de novembro de 2016 - Formatos: CD, download digital - Gravadora: SLAP             |               |
| Brasileiro         | - Lançamento: 25 de maio de 2018 - Formatos: LP, CD, download digital - Gravadora: SLAP             | - PMB: Ouro   |
| Cinco              | - Lançamento: 10 de dezembro de 2020 - Formatos: LP, CD, download digital - Gravadora: Farol Music  |               |
| Encantado          | - Lançamento: 23 de maio de 2024 - Formatos: download digital - Gravadora: Som Livre                |               |

### Extended plays(EPs)
| Álbum                                   | Detalhes                                                                                     |
| --------------------------------------- | -------------------------------------------------------------------------------------------- |
| 2012                                    | - Lançamento: 4 de maio de 2012 - Formatos: EP, download digital - Gravadora: SLAP           |
| Silva & Liniker (Ao Vivo) (com Liniker) | - Lançamento: 22 de setembro de 2023 - Formatos: EP, download digital - Gravadora: Som Livre |

### Álbuns ao vivo
| Álbum                       | Detalhes                                                                                    |
| --------------------------- | ------------------------------------------------------------------------------------------- |
| Vista pro Mar (Ao Vivo)     | - Lançamento: 11 de setembro de 2015 - Formatos: CD, download digital - Gravadora: SLAP     |
| Silva Canta Marisa Ao Vivo  | - Lançamento: 13 de outubro de 2017 - Formatos: CD, download digital - Gravadora: SLAP      |
| Bloco do Silva (Ao Vivo)    | - Lançamento: 29 de outubro de 2019 - Formatos: CD, download digital - Gravadora: SLAP      |
| Ao Vivo em Lisboa           | - Lançamento: 22 de maio de 2020 - Formatos: CD, download digital - Gravadora: SLAP         |
| Bloco do Silva #2 (Ao Vivo) | - Lançamento: 9 de dezembro de 2022 - Formatos: CD, download digital - Gravadora: Som Livre |

### Álbuns de compilação
| Álbum                      | Detalhes                                                                                      |
| -------------------------- | --------------------------------------------------------------------------------------------- |
| De Lá Até Aqui (2011-2021) | - Lançamento: 1º de outubro de 2021 - Formatos: CD, download digital - Gravadora: Farol Music |

## Singles

### Como artista principal
| Título                                                 | Ano  | Certificações     | Álbum                         |
| ------------------------------------------------------ | ---- | ----------------- | ----------------------------- |
| "Cansei"                                               | 2012 |                   | 2012                          |
| "A Visita"                                             | 2012 |                   | Claridão                      |
| "Mais Cedo"                                            | 2012 |                   | Claridão                      |
| "Moletom"                                              | 2013 |                   | Claridão                      |
| "Imergir"                                              | 2013 |                   | Claridão                      |
| "Janeiro"                                              | 2014 |                   | Vista pro Mar                 |
| "É Preciso Dizer"                                      | 2014 |                   | Vista pro Mar                 |
| "Okinawa" (part. Fernanda Takai)                       | 2014 |                   | Vista pro Mar                 |
| "Volta"                                                | 2015 |                   | Vista pro Mar                 |
| "Noite" (part. Lulu Santos e Don L.)                   | 2015 |                   | Vista pro Mar (Ao Vivo)       |
| "Eu Sempre Quis"                                       | 2015 |                   | Júpiter                       |
| "Feliz e Ponto"                                        | 2016 | - PMB: Platina    | Júpiter                       |
| "Sufoco"                                               | 2016 |                   | Júpiter                       |
| "Noturna (Nada de Novo na Noite)" (part. Marisa Monte) | 2016 |                   | Silva Canta Marisa            |
| "Beija Eu"                                             | 2017 | - PMB: Platina    | Silva Canta Marisa            |
| "Amor I Love You"                                      | 2017 |                   | Silva Canta Marisa Ao Vivo    |
| "A Cor É Rosa"                                         | 2018 | - PMB: Platina    | Brasileiro                    |
| "Fica Tudo Bem" (com Anitta)                           | 2018 | - PMB: Diamante   | Brasileiro                    |
| "Duas da Tarde"                                        | 2018 | - PMB: 2× Platina | Brasileiro                    |
| "Brisa"                                                | 2018 |                   | Não adicionado à nenhum álbum |
| "Nós Dois Aqui" (com Illy)                             | 2019 |                   | Não adicionado à nenhum álbum |
| "Um Pôr do Sol na Praia" (com Ludmilla)                | 2019 | - PMB: 2× Platina | Não adicionado à nenhum álbum |
| "Tá Tudo Bem"                                          | 2019 |                   | Bloco do Silva (Ao Vivo)      |
| "Pra Vida Inteira" (com Ivete Sangalo)                 | 2020 |                   | Não adicionado à nenhum álbum |
| "Passou Passou"                                        | 2020 |                   | Cinco                         |
| "Sorriso de Agogô"                                     | 2020 |                   | Cinco                         |
| "Te Vi na Rua" (com Marina Sena e RDD)                 | 2021 |                   | Não adicionado à nenhum álbum |
| "Farol das Estrelas"                                   | 2022 |                   | Bloco Do Silva #2 (Ao Vivo)   |
| "Preciso Dizer que Te Amo" (com Cazuza)                | 2023 |                   | Não adicionado à nenhum álbum |
| "Tudo Que Eu Quero"                                    | 2023 |                   | Não adicionado à nenhum álbum |
| "Recomenzar" (com Jorge Drexler)                       | 2024 |                   | Encantado                     |

### Como artista convidado
| Título                                      | Ano  | Álbum     |
| ------------------------------------------- | ---- | --------- |
| "Eu Me Lembro" (Clarice Falcão part. Silva) | 2013 | Monomania |
| "Forasteiro" (Tiago Iorc part. Silva)       | 2013 | Zeski     |

### Singlespromocionais
| Título                          | Ano  | Álbum                         |
| ------------------------------- | ---- | ----------------------------- |
| "Falando Sério"                 | 2012 | Claridão                      |
| "Mil Noites de um Amor Sem Fim" | 2018 | Não adicionado à nenhum álbum |

### Outras canções notáveis
| Título          | Ano  | Certificação   | Álbum              |
| --------------- | ---- | -------------- | ------------------ |
| "Não Vá Embora" | 2016 | * PMB: Platina | Silva Canta Marisa |
| "Ainda Lembro"  | 2016 | * PMB: Ouro    | Silva Canta Marisa |